# إيه بي سي نيوز
إيه بي سي نيوز (وبالإنجليزية: ABC News) هي قناة إخبارية تابعة لهيئة الإذاعة الأمريكية التابعة لشركة والت ديزني تأسست 15 يونيو 1945، ورئيسها الحالي هو بن شيروود.